# Patrícya Travassos
Patrícia de Resende Travassos, née le 1er mai 1955 à Rio de Janeiro, est une actrice, présentatrice, scénariste, écrivaine et compositrice brésilienne. 
Elle a participé à plusieurs telenovelas tels que Brega & Chique (1987), Bebê a Bordo (1988), Vamp (1991), A Próxima Vítima (1995), As Filhas da Mãe (2001), Caminhos do Coração (2007), Os Mutantes: Caminhos do Coração (2008), Ribeirão do Tempo, entre autres.
Son premier livre s'intitule Esse Sexo é Feminino, co-édité par les éditeurs Símbolo et O Nome da Rosa.
L'actrice est nommée Patrícia à la place de Patrícya en raison de sa numérologie. 
En 1977, elle fréquente l'acteur et le chanteur Evandro Mesquita qu'elle épouse en 1980. Ils se séparent en 1987. Peu après, elle fréquente le réalisateur Euclydes Marinho, avec qui elle a eu un fils, Nicolau, né en 1989.
En 1995, elle commence à fréquenter le producteur polonais Diduche Worcman, qu'elle épouse en 1997. Il décède en 2004. En 2005, elle a commencé à fréquenter et a épousé le producteur de musique Liminha, restant avec lui jusqu'en 2009,.